# Литература Черногории
Литература Черногории — это историческая и современная литература, произведения которой написаны в Черногории на черногорском, сербском и других смежных языках с IX века до настоящего времени.

## Характеристика

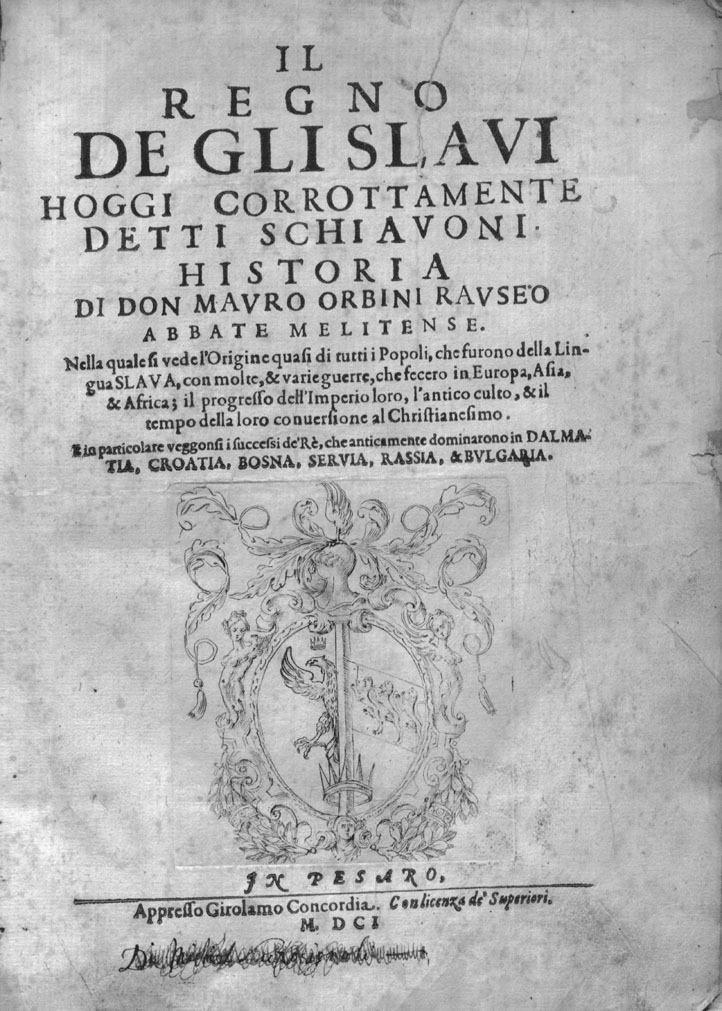
Летопись попа Дуклянина

Хотя есть произведения, написанные не менее 800 лет назад (вроде «Летописи попа Дуклянина»), важнейшими представителями черногорской литературы являются писатели и поэты, которые жили в XIX и XX веках и писали преимущественно на сербском языке.
В IX веке священник Дукля в летописи использовал латинскую, глаголичную, кириллическую и греческую письменность. Хотя следы латинской и греческой грамотности в Дуклянском периоде частично сохранились, в славянском языке есть лишь косвенные свидетельства грамотности.
Первые литературные произведения были написаны в Черногории десять столетий назад, а первая черногорская книга была напечатана 500 лет назад. В Венецианском Каттаро (Котор) существовала группа писателей и поэтов, которые внедряли культуру Ренессанса в прибрежной Черногории, сочиняя на латинском и итальянском языках: Людовико Паскуали, Джованни Бона де Болирис, Джованни Полица, Джорджио Бисанти, Жирола Бронза и Жироламо Панизцола.
Первая государственная типография (издательский дом Черноевичей) была расположена на Цетине в 1494 году, где в том же году была напечатана первая южнославянская книга («Октоих»). В черногорских монастырях хранится ряд средневековых рукописей, датируемых XIII веком.
На основе традиционной устной народной эпической поэзии написаны произведения Пётра II Петровича. Его эпос «Горный венок», написанный на сербском просторечии, представляет центральную точку культуры черногорских сербов.

## Наиболее известные произведения

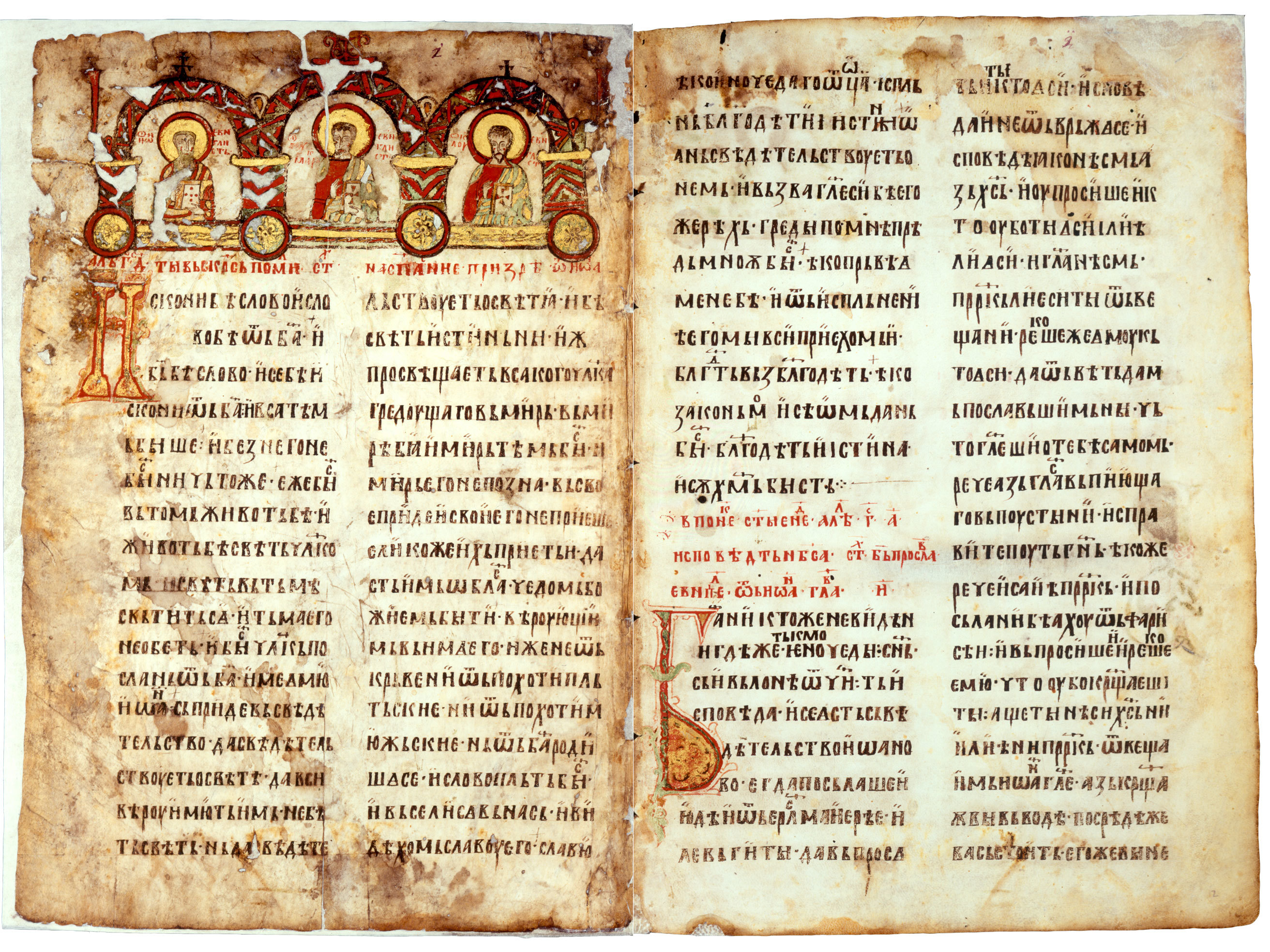
Евангелие от Мирослава

- «Летопись попа Дуклянина»
- «Евангелие от Мирослава»
- «Октоих»
- «Горный венок»

## История черногорской литературы
Полнейшей историей черногорской литературы является трёхтомная «История черногорской литературы» общим количеством в 1620 страниц, авторами которой являются Радослав Роткович, Новак Килибарда и Милорад Никчевич.

## Авторы

Пётр II Петрович Негош

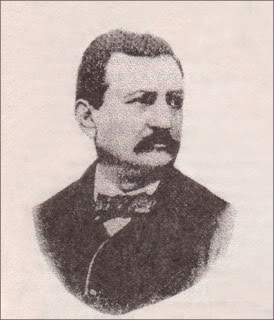
Степан Митров Любиша

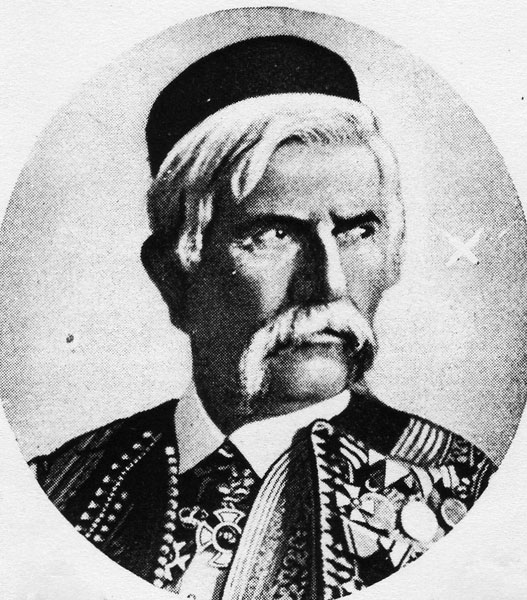
Марко Милянов

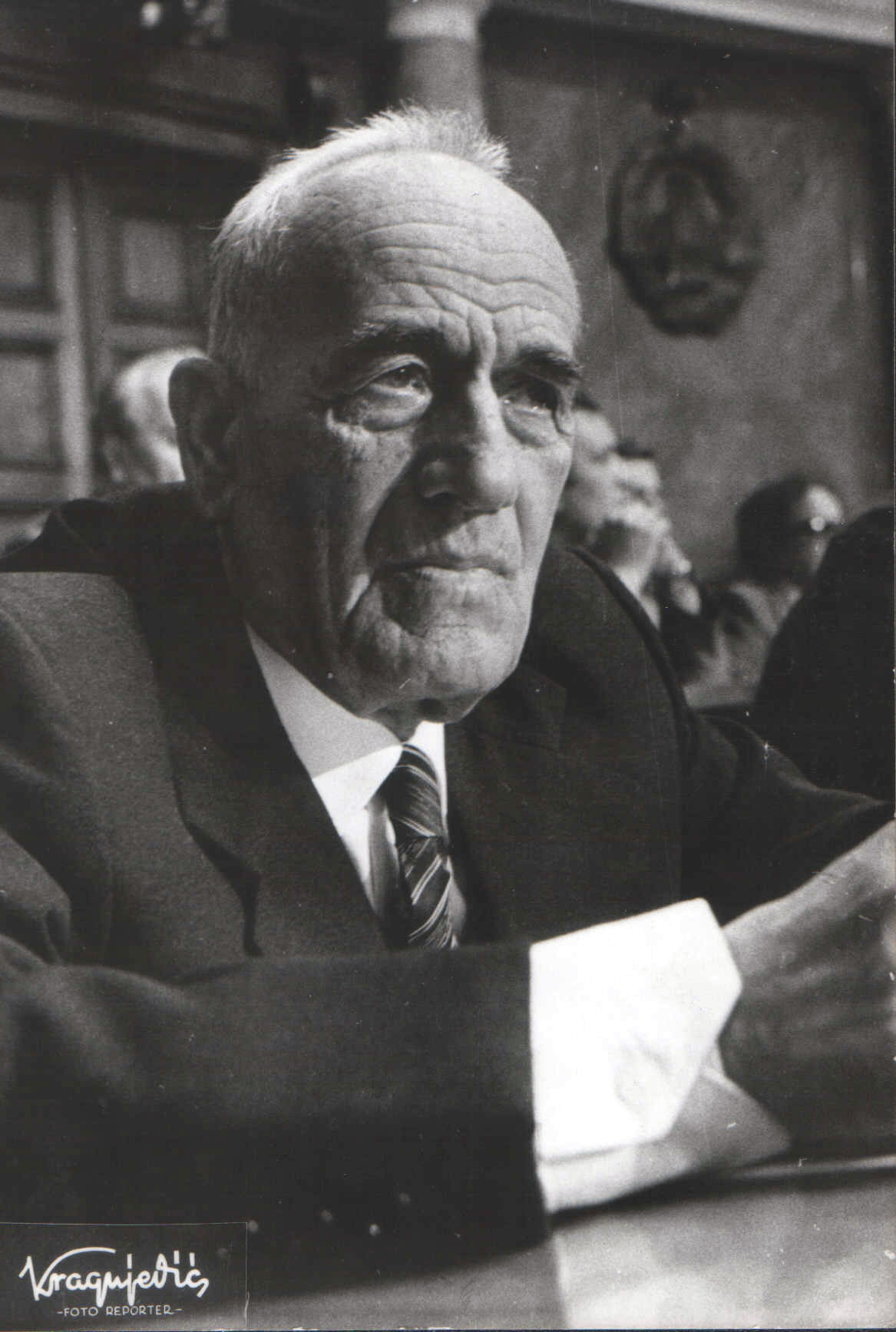
Михайло Лалич

### Гуманизм и ренессанс
- Джованни Бона де Болирис
- Людовик Паскуали

### XVIII и XIX век
- Андрия Змаевич, поэт и теолог эпохи Барокко
- Василий III Петрович
- Пётр I Петрович
- Пётр II Петрович, известен просто как Негош, князь-епископ Черногории с 1830 до 1851 года, считающийся величайшим черногорским писателем (для черногорцев он как Шекспир для англичан или Данте для итальянцев)
- Степан Митров Любиша из Будвы, писавший новеллы, главным образом о родном городе
- Марко Милянов, известный проводник племени, превратившийся в писателя, описавший нравственный идеал черногорцев XIX века

### XX век
- Михайло Лалич
- Милован Джилас
- Радован Зогович
- Чедо Вукович
- Мирко Ковач
- Драган Радулович
- Витомир Николич

### Современная литература
- Бальша Бркович
- Борислав Йованович
- Йеврем Бркович
- Андрей Николаидис
- Таня Бакич
- Босилька Пушич
- Драгана Кршенкович-Бркович

## Сборники
- «Морковь на асфальте» («Koret na asfaltu») — первая антология современной черногорской женской поэзии, 2013 год[2][3][4].